# Barbus yongei
Barbus yongei är en fiskart som beskrevs av Whitehead, 1960. Barbus yongei ingår i släktet Barbus och familjen karpfiskar. IUCN kategoriserar arten globalt som livskraftig. Inga underarter finns listade.